# Dieter Stinka
Dieter Stinka (* 10. August 1937 in Allenstein) ist ein ehemaliger deutscher Fußballspieler und -trainer.

## Spielerkarriere

### Vereine
Bis zu seinem Wechsel zu Eintracht Frankfurt 1958 spielte er beim 1. FC Gelnhausen. Mit der Eintracht wurde er 1959 Deutscher Meister, erreichte 1960 das Finale um den Europapokal der Landesmeister und bestritt die ersten drei Spielzeiten der 1963 gegründeten Bundesliga. Stinka, von Beruf Postbeamter, war ein nimmermüder Dauerrenner im Mittelfeld der Eintracht. Durch die zwei Vizetitel in der Oberliga Süd in den Jahren 1961 und 1962 bestritt er insgesamt 16 Endrundenspiele.
Nachdem er in der Saison 1965/66 nur noch vier Mal zum Einsatz gekommen war, wechselte er zum SV Darmstadt 98, für den er bis 1968 spielte. Danach beendete er seine aktive Laufbahn.

### Nationalmannschaft
Am 3. Oktober 1959 wurde er in Konstanz im Spiel gegen die Schweiz in die B-Nationalmannschaft berufen. Mit Willi Schulz und Ferdinand Wenauer bildete er die Läuferreihe. Bundestrainer Sepp Herberger berief den linken Läufer der Eintracht dreimal in das Aufgebot der A-Nationalmannschaft: Für die Länderspiele am 8. März 1961 in Frankfurt gegen Belgien, am 10. Mai 1961 in Berlin gegen Nordirland (WM-Qualifikationsspiel) und am 20. September 1961 in Düsseldorf gegen Dänemark. Zum Einsatz kam er aber in keinem der Spiele. Auf seiner Stammposition hatte Horst Szymaniak seit der Weltmeisterschaft 1958 in Schweden den Vorteil auf seiner Seite.

## Erfolge
- Deutscher Fußballmeister 1959
- DFB-Pokal-Finalist 1964
- Europapokal der Landesmeister-Finalist 1960

## Trainerkarriere
Nachfolgende Vereine trainierte er nach seiner aktiven Fußballerkarriere:
1968/69 FC Klein-Karben, 1969 bis 1971 SG Westend Frankfurt, 1971/72 SG Kelkheim, 1972 bis 1975 Co-Trainer Eintracht Frankfurt unter Erich Ribbeck und Dietrich Weise, 1975–1977 VfR Groß-Gerau, 1977/78 Co-Trainer Kickers Offenbach mit Udo Klug, 1978–1983 Amateur-Trainer Eintracht Frankfurt, 1983–1985 FSV Frankfurt.